# Evan Ellingson
Evan Taylor Ellingson (La Verne, 1 de julho de 1988 – Fontana, 6 de novembro de 2023) foi um ator americano. Ellingson cresceu em La Verne, Califórnia, com seus três irmãos mais velhos. Ele co-estrelou em MAD TV, e depois teve um papel regular no seriado da Fox Titus. Em 2004, Evan foi escolhido para protagonizar Complete Savages ao lado de Mel Gibson. A série foi cancelada depois de uma temporada. Em 2007, Ellingson teve um papel recorrente na sexta temporada de 24 horas como o sobrinho de Jack Bauer. No outono de 2007, Ellingson fez uma participação em CSI Miami como Kyle Harmon, o filho perdido do tenente da Polícia de Miami Horatio Caine (David Caruso). Ele também apareceu no filme Uma Prova De Amor, onde ele retratou Jesse Fitzgerald, filho de Sara Fitzgerald, interpretada por Cameron Diaz.
Seu último trabalho na TV foi em 2010 quando atuou em CSI: Miami como Kyle Harmon.

## Morte
Ellingson morreu no dia 5 de novembro de 2023 aos 35 anos, vítima de uma overdose de opioides.

## Filmografia
| Ano  | Filme                | Personagem        |
| ---- | -------------------- | ----------------- |
| 2009 | My Sister's Keeper   | Jesse Fitzgerald  |
| 2007 | Andar a Pé           | Roy Naybor        |
| 2006 | Cartas De Iwo Jima   | Kid Marine        |
| 2006 | A Bondade            | Mark Edwards      |
| 2005 | Confissão            | Benjamin Givens   |
| 2003 | Regras Do Jogo       | Adam              |
| 2003 | Toda A Sua Diferença | Joseph            |
| 2002 | Mudando O Tempo      | Roger             |
| 2001 | Viver Em Medo        | Young Chuck at 12 |
| 2001 | A Cattilagem         | Alden Boy         |

### Televisão
| Ano       | Filme                         | Personagem                       | Nota                              |
| --------- | ----------------------------- | -------------------------------- | --------------------------------- |
| 2007–2012 | CSI: Miami                    | Kyle Harmon                      | 19 episodios                      |
| 2007      | State of Mind                 | David Carson                     | "Between Here and There"          |
| 2007      | 24                            | Josh Bauer                       | 10 episodios                      |
| 2006      | Boys Life                     | Derek                            | "Pilot"                           |
| 2005      | Bones                         | David Cook                       | "A Boy in a Bush"                 |
| 2005      | Untitled Camryn Manheim Pilot | Arlo                             | Filme de Televisão                |
| 2004–2005 | Complete Savages              | Kyle Savage                      | 19 episódios                      |
| 2002      | MADtv                         | Church Camp Boy                  | "Episodio(s): #8.3 and 6.1        |
| 2002      | That Was Then                 | unknown                          | "A Rock and a Head Case"          |
| 2002      | The Nick Cannon Show          | Transportation Friend of "Nicks" | "Episodio: #2.1"                  |
| 2001–2002 | Titus                         | 10-Year-Old Titus                | 10 episodios                      |
| 2000      | General Hospital              | Young Luke Spencer               | Episódio de 5 de Novembro de 2011 |
| 2000      | MADtv                         | Cody Gifford                     | "Episódio: #6.1"                  |